# Fête de l'Agriculture
La fête de l’Agriculture est une fête instituée par la Convention, durant la Révolution française, et prenant place dans le calendrier républicain.
Elle avait lieu chaque année le 10 messidor, au moment des moissons (selon les régions).

## Sources